# Jan Juc
Jan Juc est une banlieue australienne de la ville de Torquay, dans le Victoria. Au recensement de 2016, Jan Juc comptait une population de 3 683 habitants.

## Histoire
La ville voisine de Bellbrae (en) était nommée à l'origine Jan Juc mais a été rebaptisée en 1923, de sorte que le bureau de poste de Jan Juc, qui a ouvert le 25 janvier 1862, se trouvait en fait à Bellbrae. Il n'y a jamais eu de bureau de poste dans l'actuelle Jan Juc.

## Plage de Jan Juc

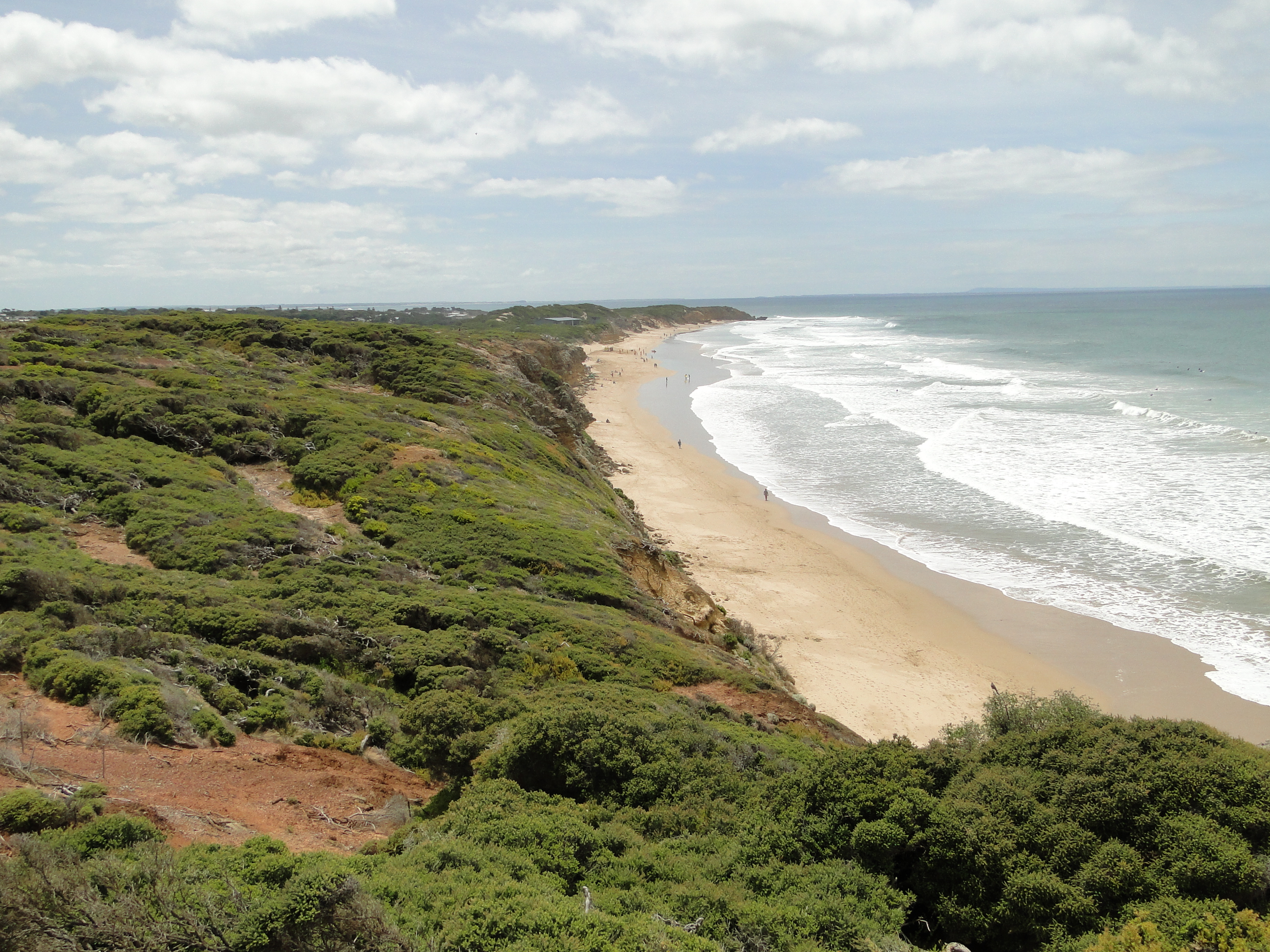
Plage de surf de Jan Juc.

La plage de Jan Juc se trouve entre Rocky Point à l'est et Bird Rock à l'ouest, et est délimitée par de hautes falaises, à l'exception du milieu où une crique éphémère pénètre dans le détroit de Bass à travers des dunes de sable. La plage est patrouillée pendant les mois d'été par le Jan Juc Surf Life Saving Club.
À la fin des années 1990, un surfeur a trouvé les restes fossilisés d'un genre éteint de baleine sur une plage près de Jan Juc. Il a été nommé Janjucetus, d'après l'emplacement. 

## Sports
Jan Juc a un club de sauvetage en mer qui comprend un programme junior « Nippers ». Le club de cricket Jan Juc Sharks a huit équipes juniors et quatre équipes seniors qui participent respectivement à la Geelong Junior Cricket Association et à la Bellarine Peninsula Cricket Association. Jan Juc Boardriders est le club de surf local.